# Cihan Haspolatlı
Cihan Haspolatlı (Diyarbakır, 4 gennaio 1980) è un ex calciatore turco, di ruolo centrocampista o difensore.

## Statistiche

### Cronologia presenze e reti in nazionale
| Cronologia completa delle presenze e delle reti in nazionale ― Turchia | Cronologia completa delle presenze e delle reti in nazionale ― Turchia | Cronologia completa delle presenze e delle reti in nazionale ― Turchia | Cronologia completa delle presenze e delle reti in nazionale ― Turchia | Cronologia completa delle presenze e delle reti in nazionale ― Turchia | Cronologia completa delle presenze e delle reti in nazionale ― Turchia | Cronologia completa delle presenze e delle reti in nazionale ― Turchia | Cronologia completa delle presenze e delle reti in nazionale ― Turchia |
| Data                                                                   | Città                                                                  | In casa                                                                | Risultato                                                              | Ospiti                                                                 | Competizione                                                           | Reti                                                                   | Note                                                                   |
| ---------------------------------------------------------------------- | ---------------------------------------------------------------------- | ---------------------------------------------------------------------- | ---------------------------------------------------------------------- | ---------------------------------------------------------------------- | ---------------------------------------------------------------------- | ---------------------------------------------------------------------- | ---------------------------------------------------------------------- |
| 21-8-2002                                                              | Istanbul                                                               | Turchia                                                                | 3 – 0                                                                  | Georgia                                                                | Amichevole                                                             | 1                                                                      | 46’                                                                    |
| 7-9-2002                                                               | Istanbul                                                               | Turchia                                                                | 3 – 0                                                                  | Slovacchia                                                             | Qual. Euro 2004                                                        | -                                                                      | 78’                                                                    |
| 20-11-2002                                                             | Pescara                                                                | Italia                                                                 | 1 – 1                                                                  | Turchia                                                                | Amichevole                                                             | -                                                                      | 46’                                                                    |
| Totale                                                                 |                                                                        | Presenze                                                               | 3                                                                      |                                                                        | Reti                                                                   | 1                                                                      |                                                                        |

## Palmarès

### Club

#### Competizioni nazionali
- Campionato turco: 1

Galatasaray: 2005-2006
- Coppa di Turchia: 2

Kocaelispor: 2001-2002
Galatasaray: 2004-2005